# قرار مجلس الأمن التابع للأمم المتحدة رقم 1956
قرار مجلس الأمن التابع للأمم المتحدة رقم 1956 الذي اتخذ بالإجماع في 15 ديسمبر 2010، بعد الاعتراف بالتطورات الإيجابية في العراق منذ اعتماد القرار 661 (1990)، أنهى مجلس تحت إشراف الأمم المتحدة الترتيبات اللازمة لصندوق تنمية العراق اعتبارا من 30 يونيو 2011.
أنهى القرار 1956، إلى جانب القرارين 1957 (2010) و1958 (2010)، بعض القيود الرئيسية المفروضة على العراق. ومع ذلك، ظلت مطالب العراق بحل الخلافات مع الكويت. رأس الاجتماع رفيع المستوى نائب رئيس الولايات المتحدة جو بايدن.

## القرار

### أعمال
وإذ يتصرف بموجب الفصل السابع من ميثاق الأمم المتحدة، قرر المجلس إنهاء ترتيبات أنشئت في القرار 1483 (عام 2003) لإيداع عائدات صادرات النفط والمنتجات النفطية والغاز الطبيعي في صندوق تنمية العراق ورصده من قبل المجلس الدولي للمشورة والمراقبة في 30 يونيو 2011. بعد هذا التاريخ، لن يتم تطبيق الترتيبات وسيتم إيداع 5 في المائة من العائدات في صندوق التعويضات المنشأ بموجب القرار 687 (1991).
وطالب القرار الحكومة العراقية بالعمل مع الأمين العام من أجل آلية ما بعد صندوق التنمية، مع تحويل كامل أموالها إلى حساب الحكومة الخلف بحلول 30 يونيو 2011. وصدرت تعليمات إلى الأمين العام بتقديم تقارير كل ستة أشهر عن التقدم المحرز.